# Abadla
Abadla (în arabă العبادلة) este o comună din provincia Béchar, Algeria.
Populația comunei este de 13.636 de locuitori (2008).